# Kronprins Frederik (Schiff, 1901)
Die Kronprins Frederik war ein dänisches Frachtschiff, das nach mehreren Besitzwechseln und Namensänderungen im Juli 1946 in der Ostsee mit einem Wrack kollidierte und sank.

## Geschichte
Der mit 1669 BRT und 1022 NRT vermessene Collier lief im Jahre 1901 bei der „Hellerup Skibsværft & Maskinbyggeri“ in Kopenhagen mit der Baunummer 2 vom Stapel. Er war 76,44 m lang und 10,97 m breit und hatte 6,43 m Tiefgang. Eine Dreifach-Expansions-Dampfmaschine ergab 132 nhp und ermöglichte über eine Schraube eine Geschwindigkeit von 8,5 Knoten.
Die Kronprins Frederik fuhr bis 1915 für die „Dampskibsselskab Nordsøen“ von Alfred Christensen in Kopenhagen, danach bis 1920 für die „Dampskibsselskab Hamlet“ von W. Schmidt in Esbjerg – kriegsbedingt unterbrochen 1917 bis 1919 von Dienst für den britischen Shipping Controller. 1920 wurde die Kronprins Frederik an die „Pacific Dampskibsselskab“ in Kopenhagen veräußert. 1925 erwarb der Reeder Karl Behrsing das Schiff, der es als Florentine unter lettischer Flagge mit Heimathafen Riga eintragen ließ. 1931 ging es an die Kopenhagener „Samsøe Dampskibsselskab A/S“, für die das Schiff von 1932 bis 1940 unter dem neuen Namen Nordby erneut unter dänischer Flagge fuhr. 1940 schließlich übernahm die „Københavns Kul Og Koks Kompagni A/S“ das Schiff und taufte es um in Odin.
Am 30. Juli 1946, auf einer Fahrt von Emden nach Kopenhagen mit einer Ladung Koks, kollidierte die Odin südöstlich von Stevns Klint in der Ostsee auf Position 55° 14′ 0″ N, 12° 36′ 0″ O mit dem Wrack der dort am 25. Juli 1945 nach Minentreffer gesunkenen Esbjerg und sank.